# Masstart

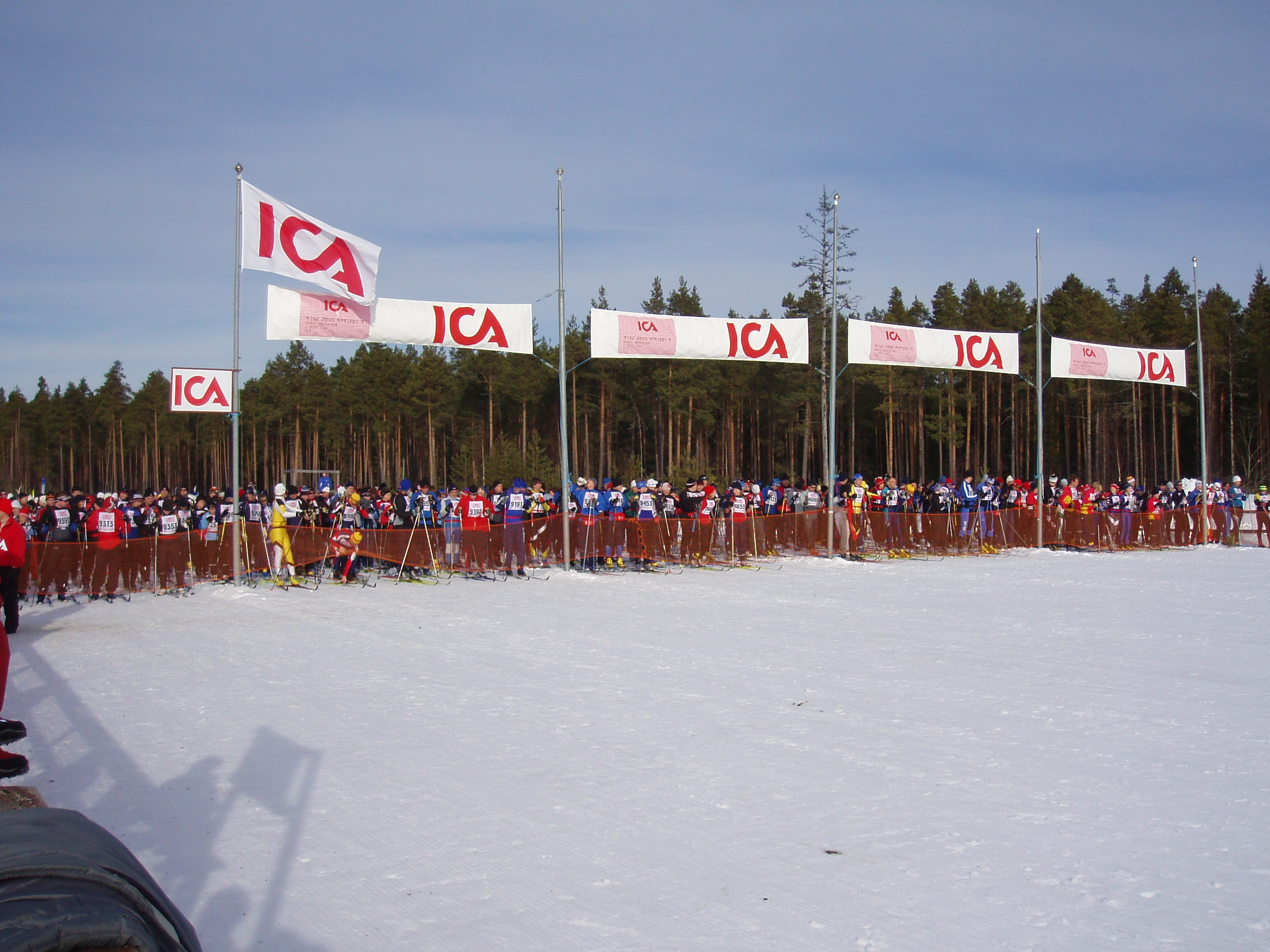
Masstart i Kortvasan 2006.

Masstart eller gemensam start tillämpas i vissa idrottstävlingar och innebär att alla deltagare startar samtidigt, vilket leder till att den som kommer först i mål vinner, och man inte behöver jaga tider för att nå framgångar i tävlingen. Masstart är vanligt inom bland annat längdskidåkning, cykling, skidorientering, skidskytte och friidrott. I längdskidåkningstävlingen Vasaloppet i Sverige tillämpas masstart sedan premiäråret 1922. I kortare längdskidlopp för toppelit började masstart tillämpas först i slutet av 1980-talet, (dock hade stafetter redan tidigare körts med masstart) först i några få världscuptävlingar, och sedan populariteten ökat även i världsmästerskap och olympiska vinterspelen från början av 2000-talets första decennium. I motionslopp har masstart alltid varit det vanligaste, bland annat för att det är lättare att räkna ut tider. För löpartävlingar har det varit masstart även för elit inklusive maratonlopp på OS. Inom cykelsporten kallas masstartslopp för linjelopp medan intervallstart kallas tempolopp och där är det mycket stor skillnad på taktik i de två varianterna.

## Inom längdskidåkning
Historiskt har masstart inom längdskidåkningen mest förekommit vid lopp med stort antal deltagare, till exempel långlopp som Vasaloppet, och stafetter. Övriga tävlingslopp har vanligen haft intervallstart. I takt med att sporten började bli populär i fler länder än de nordiska länderna började publiken och inte minst TV-bolagen efterfråga andra tävlingsformer. 
Det fanns åtminstone två anledningar till att man började tillämpa masstart: 
1) Det var lättare för en ovan publik att följa loppen eftersom den som är först i spåret är den som leder. 
2) Tiden för att genomföra en tävling kortas ner eftersom alla startar samtidigt och man inte behöver vänta uppemot en timme innan alla har startat.
Det kan också betraktas som mer rättvist när alla deltagare har samma yttre förhållanden (snö, temperatur, sol). 
Nackdelarna med en masstart inom längdskidåkningen är framförallt följande:
1) Det är en stor nackdel att ligga längst fram under hela loppet, särskilt vid dåligt före och i klassisk stil. Därför blir loppen ofta avvaktande och tråkiga för åskådare när man jämför med intervallstartslopp.
2) Åkare med stark spurtförmåga får en oproportionerligt stor fördel av att loppet avgörs nästan helt och hållet på den sista delen.
I stafetter är dessa nackdelar betydligt mindre, eftersom åksträckorna är kortare och samtliga lag kan fördela sina åkare mellan sträckorna så att de får utnyttja sina starka sidor på bästa sätt.